# Euoniticellus pallipes
Euoniticellus pallipes är en skalbaggsart som beskrevs av Fabricius 1781. Euoniticellus pallipes ingår i släktet Euoniticellus och familjen bladhorningar. Inga underarter finns listade i Catalogue of Life.